# Groupe A du Championnat d'Europe de basket-ball 2013
Les rencontres du Groupe A du Championnat d'Europe de basket-ball 2013 se déroulent entre le 4 et le 9 septembre 2013, à la Hala Tivoli de Ljubljana en Slovénie.
Le groupe est composé des équipes nationales suivantes : France (8e nation mondiale au classement de la FIBA), Allemagne (13e mondiale), Grande-Bretagne (23e mondiale), Israël (31e mondiale), Ukraine (50e mondiale) et Belgique (77e mondiale). Les trois premières équipes sont qualifiées pour le second tour (dans le groupe E en compagnie des trois premiers du groupe B).

## Format de la compétition
Chaque équipe marque deux points en cas de victoire, un point en cas de défaite et de défaite par défaut (si l'équipe est réduite à moins de deux joueurs sur le terrain) et zéro point en cas de forfait (impossibilité pour une équipe d'aligner cinq joueurs au départ du match).
Pour départager les équipes à la fin des matchs de poules en cas d'égalité de points, les critères de la FIBA sont appliqués (dans l'ordre) :
1. résultat des matchs particuliers entre les équipes concernées ;
2. différence entre points marqués et encaissés entre les équipes concernées ;
3. différence entre points marqués et encaissés de tous les matchs joués ;
4. plus grand nombre de points marqués.

Les équipes terminant aux trois premières places sont qualifiées pour le second tour, où elles gardent les points acquis contre les autres équipes de leur groupe elles aussi qualifiées.
| Légende                           |
| --------------------------------- |
| Qualification pour le second tour |
| Élimination du championnat        |

## Classement
| Groupe A (Ljubljana - Tivoli Arena) |                 |     |   |   |     |     |      |     |
|                                     | Équipe          | Pts | G | P | PP  | PC  | Diff | Dép |
| 1                                   | France          | 9   | 4 | 1 | 403 | 344 | +59  | +6  |
| 2                                   | Ukraine         | 9   | 4 | 1 | 378 | 352 | +26  | -6  |
| 3                                   | Belgique        | 7   | 2 | 3 | 344 | 371 | -27  | +9  |
| 4                                   | Grande-Bretagne | 7   | 2 | 3 | 360 | 396 | -36  | +2  |
| 5                                   | Allemagne       | 7   | 2 | 3 | 390 | 396 | -6   | -11 |
| 6                                   | Israël          | 6   | 1 | 4 | 364 | 380 | -16  |     |

## Détails des matchs

### 4 septembre
| 4 septembre 2013 14 h 30 CEST | (en) Boxscore | Israël                                                                  | 71–75                    | Grande-Bretagne                                    | OT | Hala Tivoli, Ljubljana Affluence : 750 Arbitres : Sreten Radovic Marek Cmikiewicz David Berekashvili | Sport+ |
| 4 septembre 2013 14 h 30 CEST | (en) Boxscore | Score par quart-temps : 17-22, 13-12, 22-13, 14-19 ; prolongation : 5-9 |                          |                                                    | OT | Hala Tivoli, Ljubljana Affluence : 750 Arbitres : Sreten Radovic Marek Cmikiewicz David Berekashvili | Sport+ |
| 4 septembre 2013 14 h 30 CEST | (en) Boxscore | Afik Nissim 17 Lior Eliyahu 14 Yogev Ohayon 7                           | Points Rebonds Passes d. | Kyle Johnson 22 Kieron Achara 13 Andrew Sullivan 2 | OT | Hala Tivoli, Ljubljana Affluence : 750 Arbitres : Sreten Radovic Marek Cmikiewicz David Berekashvili | Sport+ |

| 4 septembre 2013 17 h 45 CEST | (en) Boxscore | Belgique                                             | 57–58                    | Ukraine                                              |  | Hala Tivoli, Ljubljana Affluence : 740 Arbitres : Chrístos Christodoúlou Vicente Bulto Sergey Krug |
| 4 septembre 2013 17 h 45 CEST | (en) Boxscore | Score par quart-temps : 12–11, 24–15, 12–14, 9–18    |                          |                                                      |  | Hala Tivoli, Ljubljana Affluence : 740 Arbitres : Chrístos Christodoúlou Vicente Bulto Sergey Krug |
| 4 septembre 2013 17 h 45 CEST | (en) Boxscore | Christophe Beghin 14 Axel Hervelle 9 Jonathan Tabu 4 | Points Rebonds Passes d. | Ihor Zaytsev 16 Sergiy Gladyr 7 Oleksandr Michoula 4 |  | Hala Tivoli, Ljubljana Affluence : 740 Arbitres : Chrístos Christodoúlou Vicente Bulto Sergey Krug |

| 4 septembre 2013 21 h 00 CEST | (en) Boxscore (fr) Rapport | France                                             | 74–80                    | Allemagne                                             |  | Hala Tivoli, Ljubljana Affluence : 2 400 Arbitres : Luigi Lamonica Damir Javor Rüstü Nuran | Canal+Sport Sport+ |
| 4 septembre 2013 21 h 00 CEST | (en) Boxscore (fr) Rapport | Score par quart-temps : 14-27, 25-16, 17-14, 18-23 |                          |                                                       |  | Hala Tivoli, Ljubljana Affluence : 2 400 Arbitres : Luigi Lamonica Damir Javor Rüstü Nuran | Canal+Sport Sport+ |
| 4 septembre 2013 21 h 00 CEST | (en) Boxscore (fr) Rapport | Tony Parker 18 Nicolas Batum 5 N. Batum, B. Diaw 5 | Points Rebonds Passes d. | Robin Benzing 19 Tibor Pleiss 7 Heiko Schaffartzik 11 |  | Hala Tivoli, Ljubljana Affluence : 2 400 Arbitres : Luigi Lamonica Damir Javor Rüstü Nuran | Canal+Sport Sport+ |

### 5 septembre
| 5 septembre 2013 14 h 30 CEST | (en) Boxscore | Ukraine                                                     | 74–67                    | Israël                                         |  | Hala Tivoli, Ljubljana Affluence : 790 Arbitres : Chrístos Christodoúlou Damir Javor David Berekashvili | Sport+ |
| 5 septembre 2013 14 h 30 CEST | (en) Boxscore | Score par quart-temps : 19-13, 16-13, 18-20, 21-21          |                          |                                                |  | Hala Tivoli, Ljubljana Affluence : 790 Arbitres : Chrístos Christodoúlou Damir Javor David Berekashvili | Sport+ |
| 5 septembre 2013 14 h 30 CEST | (en) Boxscore | Sergii Gladyr 17 Vyacheslav Kravtsov 8 Oleksandr Michoula 5 | Points Rebonds Passes d. | Afik Nissim 12 Lior Eliyahu 5 Yotam Halperin 4 |  | Hala Tivoli, Ljubljana Affluence : 790 Arbitres : Chrístos Christodoúlou Damir Javor David Berekashvili | Sport+ |

| 5 septembre 2013 17 h 45 CEST | (en) Boxscore | Allemagne                                                                 | 73–77                    | Belgique                                        | OT | Hala Tivoli, Ljubljana Affluence : 1 460 Arbitres : Sreten Radović Vicente Bulto Rüştü Nuran |
| 5 septembre 2013 17 h 45 CEST | (en) Boxscore | Score par quart-temps : 16–14, 10–21, 15–13, 22–15 ; prolongation : 10–14 |                          |                                                 | OT | Hala Tivoli, Ljubljana Affluence : 1 460 Arbitres : Sreten Radović Vicente Bulto Rüştü Nuran |
| 5 septembre 2013 17 h 45 CEST | (en) Boxscore | Robin Benzing 24 Tibor Pleiß 9 Heiko Schaffartzik 7                       | Points Rebonds Passes d. | Massot, Tabu 15 Axel Hervelle 9 Jonathan Tabu 5 | OT | Hala Tivoli, Ljubljana Affluence : 1 460 Arbitres : Sreten Radović Vicente Bulto Rüştü Nuran |

| 5 septembre 2013 21 h 00 CEST | (en) Boxscore (fr) Rapport | Grande-Bretagne                                    | 65–88                    | France                                          |  | Hala Tivoli, Ljubljana Affluence : 1 200 Arbitres : Luigi Lamonica Petri Mäntylä Sergey Krug | Canal+Sport Sport+ |
| 5 septembre 2013 21 h 00 CEST | (en) Boxscore (fr) Rapport | Score par quart-temps : 14–26, 23–19, 11–26, 17–17 |                          |                                                 |  | Hala Tivoli, Ljubljana Affluence : 1 200 Arbitres : Luigi Lamonica Petri Mäntylä Sergey Krug | Canal+Sport Sport+ |
| 5 septembre 2013 21 h 00 CEST | (en) Boxscore (fr) Rapport | Daniel Clark 16 Myles Hesson 7 Devon Van Oostrum 3 | Points Rebonds Passes d. | Nicolas Batum 17 Alexis Ajinça 11 Tony Parker 5 |  | Hala Tivoli, Ljubljana Affluence : 1 200 Arbitres : Luigi Lamonica Petri Mäntylä Sergey Krug | Canal+Sport Sport+ |

### 6 septembre
| 6 septembre 2013 14 h 30 CEST | (en) Boxscore | Allemagne                                                  | 83–88                    | Ukraine                                        |  | Hala Tivoli, Ljubljana Affluence : 1 580 Arbitres : Sreten Radović Petri Mäntylä David Berekashvili |
| 6 septembre 2013 14 h 30 CEST | (en) Boxscore | Score par quart-temps : 16–15, 14–24, 27–25, 26–24         |                          |                                                |  | Hala Tivoli, Ljubljana Affluence : 1 580 Arbitres : Sreten Radović Petri Mäntylä David Berekashvili |
| 6 septembre 2013 14 h 30 CEST | (en) Boxscore | Heiko Schaffartzik 22 Tibor Pleiß 11 Heiko Schaffartzik 11 | Points Rebonds Passes d. | Sergiy Gladyr 25 Ihor Zaytsev 7 Eugene Jeter 6 |  | Hala Tivoli, Ljubljana Affluence : 1 580 Arbitres : Sreten Radović Petri Mäntylä David Berekashvili |

| 6 septembre 2013 17 h 45 CEST | (en) Boxscore | Belgique                                           | 76–71                    | Grande-Bretagne                                    |  | Hala Tivoli, Ljubljana Affluence : 1 300 Arbitres : Luigi Lamonica Damir Javor Sergey Krug |
| 6 septembre 2013 17 h 45 CEST | (en) Boxscore | Score par quart-temps : 23–19, 10–19, 22–17, 21–16 |                          |                                                    |  | Hala Tivoli, Ljubljana Affluence : 1 300 Arbitres : Luigi Lamonica Damir Javor Sergey Krug |
| 6 septembre 2013 17 h 45 CEST | (en) Boxscore | Sacha Massot 15 Axel Hervelle 10 Sam Van Rossom 5  | Points Rebonds Passes d. | Daniel Clark 19 Daniel Clark 9 Devon Van Oostrum 2 |  | Hala Tivoli, Ljubljana Affluence : 1 300 Arbitres : Luigi Lamonica Damir Javor Sergey Krug |

| 6 septembre 2013 21 h 00 CEST | (en) Boxscore (fr) Rapport | France                                             | 82–63                    | Israël                                           |  | Hala Tivoli, Ljubljana Affluence : 1 990 Arbitres : Chrístos Christodoúlou Vicente Bulto Marek Cmkiewicz | Canal+Sport Sport+ |
| 6 septembre 2013 21 h 00 CEST | (en) Boxscore (fr) Rapport | Score par quart-temps : 20–14, 18–15, 27–14, 17–20 |                          |                                                  |  | Hala Tivoli, Ljubljana Affluence : 1 990 Arbitres : Chrístos Christodoúlou Vicente Bulto Marek Cmkiewicz | Canal+Sport Sport+ |
| 6 septembre 2013 21 h 00 CEST | (en) Boxscore (fr) Rapport | Alexis Ajinça 13 Alexis Ajinça 6 Tony Parker 7     | Points Rebonds Passes d. | Eliyahu, Casspi 14 Lior Eliyahu 5 Yogev Ohayon 4 |  | Hala Tivoli, Ljubljana Affluence : 1 990 Arbitres : Chrístos Christodoúlou Vicente Bulto Marek Cmkiewicz | Canal+Sport Sport+ |

### 8 septembre
| 8 septembre 2013 14 h 30 CEST | (en) Boxscore | Grande-Bretagne                                     | 81–74                    | Allemagne                                   |  | Hala Tivoli, Ljubljana Affluence : 1 620 Arbitres : Chrístos Christodoúlou Petri Mäntylä Marek Cmikiewicz |
| 8 septembre 2013 14 h 30 CEST | (en) Boxscore | Score par quart-temps : 16–23, 26–15, 17–18, 22–18  |                          |                                             |  | Hala Tivoli, Ljubljana Affluence : 1 620 Arbitres : Chrístos Christodoúlou Petri Mäntylä Marek Cmikiewicz |
| 8 septembre 2013 14 h 30 CEST | (en) Boxscore | Andrew Lawrence 23 Myles Hesson 11 Quatre joueurs 2 | Points Rebonds Passes d. | Tibor Pleiß 20 Tibor Pleiß 14 Tibor Pleiß 3 |  | Hala Tivoli, Ljubljana Affluence : 1 620 Arbitres : Chrístos Christodoúlou Petri Mäntylä Marek Cmikiewicz |

| 8 septembre 2013 17 h 45 CEST | (en) Boxscore (fr) Rapport | Ukraine                                            | 71–77                    | France                                          |  | Hala Tivoli, Ljubljana Affluence : 2 200 Arbitres : Luigi Lamonica Vicente Bulto Sergey Krug | Canal+Sport Sport+ |
| 8 septembre 2013 17 h 45 CEST | (en) Boxscore (fr) Rapport | Score par quart-temps : 16–14, 20–21, 15–16, 20–26 |                          |                                                 |  | Hala Tivoli, Ljubljana Affluence : 2 200 Arbitres : Luigi Lamonica Vicente Bulto Sergey Krug | Canal+Sport Sport+ |
| 8 septembre 2013 17 h 45 CEST | (en) Boxscore (fr) Rapport | Eugene Jeter 20 Kyryl Natyazhko 10 Trois joueurs 2 | Points Rebonds Passes d. | Tony Parker 28 Alexis Ajinça 11 Batum, Parker 2 |  | Hala Tivoli, Ljubljana Affluence : 2 200 Arbitres : Luigi Lamonica Vicente Bulto Sergey Krug | Canal+Sport Sport+ |

| 8 septembre 2013 21 h 00 CEST | (en) Boxscore | Israël                                             | 87–69                    | Belgique                                            |  | Hala Tivoli, Ljubljana Affluence : 1 010 Arbitres : Sreten Radović Damir Javor Rüştü Nuran |
| 8 septembre 2013 21 h 00 CEST | (en) Boxscore | Score par quart-temps : 19–15, 22–18, 32–13, 14–23 |                          |                                                     |  | Hala Tivoli, Ljubljana Affluence : 1 010 Arbitres : Sreten Radović Damir Javor Rüştü Nuran |
| 8 septembre 2013 21 h 00 CEST | (en) Boxscore | Afik Nissim 23 Yogev Ohayon 7 Lior Eliyahu 6       | Points Rebonds Passes d. | Maxime De Zeeuw 14 Axel Hervelle 7 Sam Van Rossom 5 |  | Hala Tivoli, Ljubljana Affluence : 1 010 Arbitres : Sreten Radović Damir Javor Rüştü Nuran |

### 9 septembre
| 9 septembre 2013 14 h 30 CEST | (en) Boxscore | Grande-Bretagne                                           | 68–87                    | Ukraine                                        |  | Hala Tivoli, Ljubljana Affluence : 1 780 Arbitres : Chrístos Christodoúlou Damir Javor Rüstü Nuran |
| 9 septembre 2013 14 h 30 CEST | (en) Boxscore | Score par quart-temps : 18–21, 13–27, 20–22, 17–17        |                          |                                                |  | Hala Tivoli, Ljubljana Affluence : 1 780 Arbitres : Chrístos Christodoúlou Damir Javor Rüstü Nuran |
| 9 septembre 2013 14 h 30 CEST | (en) Boxscore | Achara, Van Oostrum 12 Daniel Clark 6 Devon van Oostrum 4 | Points Rebonds Passes d. | Natyazhko, Zaytsev 11 Gladyr 7 Gladyr, Jeter 4 |  | Hala Tivoli, Ljubljana Affluence : 1 780 Arbitres : Chrístos Christodoúlou Damir Javor Rüstü Nuran |

| 9 septembre 2013 17 h 45 CEST | (en) Boxscore | Allemagne                                               | 80–76                    | Israël                                           |  | Hala Tivoli, Ljubljana Affluence : 2 940 Arbitres : Luigi Lamonica Vicente Bulto Petri Mäntylä |
| 9 septembre 2013 17 h 45 CEST | (en) Boxscore | Score par quart-temps : 12–20, 19–10, 22–19, 27–27      |                          |                                                  |  | Hala Tivoli, Ljubljana Affluence : 2 940 Arbitres : Luigi Lamonica Vicente Bulto Petri Mäntylä |
| 9 septembre 2013 17 h 45 CEST | (en) Boxscore | Günther, Staiger 15 Tibor Pleiß 14 Heiko Schaffartzik 4 | Points Rebonds Passes d. | Omri Casspi 22 Omri Casspi 13 Ohayon, Halperin 4 |  | Hala Tivoli, Ljubljana Affluence : 2 940 Arbitres : Luigi Lamonica Vicente Bulto Petri Mäntylä |

| 9 septembre 2013 21 h 00 CEST | (en) Boxscore (fr) Rapport | Belgique                                          | 65–82                    | France                                       |  | Hala Tivoli, Ljubljana Affluence : 1 500 Arbitres : Sreten Radović Marek Cmikiewicz David Berekashvili | Canal+Sport Sport+ |
| 9 septembre 2013 21 h 00 CEST | (en) Boxscore (fr) Rapport | Score par quart-temps : 30–19, 16–15, 9–32, 10–16 |                          |                                              |  | Hala Tivoli, Ljubljana Affluence : 1 500 Arbitres : Sreten Radović Marek Cmikiewicz David Berekashvili | Canal+Sport Sport+ |
| 9 septembre 2013 21 h 00 CEST | (en) Boxscore (fr) Rapport | Axel Hervelle 13 Sam Van Rossom 8 Wen Mukubu 4    | Points Rebonds Passes d. | Tony Parker 20 Alexis Ajinça 7 Tony Parker 6 |  | Hala Tivoli, Ljubljana Affluence : 1 500 Arbitres : Sreten Radović Marek Cmikiewicz David Berekashvili | Canal+Sport Sport+ |

### Articles liés
1. Groupe B du Championnat d'Europe de basket-ball 2013
2. Groupe C du Championnat d'Europe de basket-ball 2013
3. Groupe D du Championnat d'Europe de basket-ball 2013